# 东山学校
东山学校（英語：Dongshan High School）坐落在湖南省湘乡市，是湖南省一所全日制高级中学。

## 历史
- 筹备时期（1890年－1895年）
  - 1890年4月，十八里（下里、首里，今湘乡市）士绅有增建书院之议。
  - 1891年，新疆巡抚刘襄勤回乡省亲养病，捐廉为倡，并卜筑于东台山麓。
- 东山精舍时期（1895年－1898年）
  - 1895年，湘乡举人许时遂等上书巡抚创建东山精舍，确立了《东山精舍章程》并借址东台山凤凰寺开课。
  - 1896年1月20日，湖南巡抚陈宝箴札批允准建立东山精舍并将《东山精舍章程》推荐到上海《时务报》登载。
  - 1897年1月4日，东山书院举行奠基典礼。
- 东山书院时期（1898年－1905年）
  - 1898年8月，戊戌变法失败，清廷复古，东山精舍受旧教育思想及八股取士的影响，“无形摇散”。
  - 1900年6月，工程完成。清末榜眼、当朝书法家黄自元（安化人）书写“东山书院”门额，第一任山长由知县出具聘书，请举人谢重钟（名重斋，涟源杨家滩人）担任。
- 东山高等小学堂（校）时期（1905年－1940年）
  - 1905年7月，里绅王刚等发起将东山书院改为“湘乡县立东山高等小学堂”，公推王刚任监督，同年于书院右隅新建讲堂一间，即毛泽东学习过的教室。
  - 1908年，“监督”改称“堂长”，龚翼鹏接任堂长。他组织教师议决校训“公诚勤俭”。
  - 1909年，李元甫接任堂长，破例录取毛泽东。
  - 1915年，奉令改校名为“湘乡第二联合城镇乡立高等小学堂”。
  - 1931年，奉令改校名为“湘乡县立东山高级小学校”。
  - 1937年11月，抗日伤兵来县，书院被征用，学校奉令迁往县党部（现湘乡市政府所在地）上课。
  - 1938年，县党部大礼堂遭捣毁，理事会临时决定迁修竹湾（现泉塘镇修竹小学）潘宅（大地主家）招生上课。
  - 1939年，东山书院因湘乡初级中学他迁，被国民党军队占据，损失无算。
- 东山初级中学时期（1940年－1949年）
  - 1940年4月，县政会议决定，由理事长成赞育及李平西等九人发起首里联合会议决定，将高等小学校改为初级中学，张峻明为校长。
  - 1944年6月，日軍犯湘，校舍沦陷，仓皇搬迁（到白田新苗庙），校具仪器图书损失殆尽，停办一期，学生向县立中学借读。
  - 1945年1月，校长王国焘觅定白田新庙为临时校址，新制校具，勉于复课，通告旧生回校，并招新生及插班生。隔年仍迁回东山书院复课、招生。因被日軍蟠踞，门牖楼椽及所有校具荡然无存，修缮添置，负债达时值10亿元以上。
- 简师时期（1949年－1951年）
  - 1950年2月，湘乡中等学校进行调整，与县第一女子职业学校合并为湘乡第一初级中学，校址设一女校（现湘乡二中），作为湘乡简易师范学校校址，办学至1952年1月。
- 省立东山小学时期（1951年－1955年）
  - 1951年1月，曾任东山初级中学校长的张峻明赴华北革命大学政治研究院学习。期间，上书中央人民政府教育部建议恢复毛泽东少年时代学习过的东山学校。同时，在校任教的王季范等老师上书省文教厅要求恢复东山小学。
  - 1951年10月18日，省文教厅批准，定名为“湖南省立东山小学”，由省文教厅直辖，报教育部备案。
- 县立东山小学时期（1955年－1958年）
  - 1955年八月，由省教育厅直辖下放给湘乡县管理，改名为“湘乡县东山小学”。
- 东山学校时期（1958年－至今）
  - 1958年9月10日，毛澤東为母校题写校名“东山学校”，学校确定每年9月10日为校庆日。
  - 1961年11月，省人民委员会发文，确定本校为省级文物保护单位。
  - 1966年6月，征购东岸坪周祠，新建小学部校舍。
  - 1969年2月，学校增办高中。
  - 1976年－1977年创办五七大学部。
  - 1997年，东山小学剥离，初中停办。
  - 2003年，东山学校晋升为“湖南省重点中学”。
  - 2003年12月23日，毛泽东儿媳邵华携儿子毛新宇为晋升仪式揭幕。
  - 2004年，学校在东山书院围墙外征地135亩，沿东山书院同一中轴线新建了子任学苑。
  - 2004年，获批湖南省示范性普通高级中学。
  - 2006年，东山书院获批全国重点文物保护单位。
  - 2009年，获批全国爱国主义教育示范基地。
  - 2012年，东山学校获批国家AAAA级旅游景区。
  - 2014年，东山学校荣膺全国教育系统先进单位。

## 学校文化
- 办学理念：革故鼎新，兼容并包
- 学校精神：突破传统，求变求通
- 学校教学风格精神：注重实践，求新求实；[註 1] 讲究方法，遵循规律；[註 2] 经世致用，鼓励创新[註 3] [1]

## 知名校友
- 毛泽东
- 萧三
- 萧子升
- 陈赓
- 谭政
- 易礼容
- 毛泽覃
- 谭世瑛
- 杨幼麟
- 黄公略

## 评价
1936年，毛泽东和斯诺在延安谈话时说：“那里不那么注重经书，西方的‘新学’却教得比较多。教学方法也是相当‘激进’的。”，“在这所新式学校里我能够学到自然科学和新的西方学科。”，“我在这个学校很有进步。”1956年，毛泽东和东山学校的同窗谭世瑛谈话时说：“我进不了东山学校，也到不了长沙城，只怕出不了韶山冲呢！”

## 脚注
1. ↑  “学宜崇实，俟经费充足，当于上海多购天算、地、矿、医、律、声、光、重、化、电、汽学诸书，以供学徒观览讲习，并购泰西仪器及格致制造各学器具以资考验，俾明其理而开其智。”
2. ↑  “算学当循序渐进，初学一年习几何、代数、平三角，少广，第二年则习曲线、微分、积分，第三年则习弧三角及微积分之深义，立体之几何”
3. ↑  “务其大者远者，不分汉宋，不分中外，虚心以求是，敬业乐群，则学必有成”